# آرمسترانگ ویتورث انساین
آرمسترانگ ویتورث انساین (به انگلیسی: Armstrong Whitworth Ensign) یک هواگرد ساختِ کارخانهٔ آرمسترانگ ویتورث ایرکرفت در کشور بریتانیا است. این هواگرد برای نخستین بار در ۲۴ ژانویه ۱۹۳۸ میلادی مورد استفاده قرار گرفت.